# جاماسب
جاماسب الوزير الأكبر في عهد جوشتاسب، ويذكر في الأفستا باسم كاماسبه بن هقوقه ويجعل من المحاربين أحياناً. وقد تزوّج إحدى بنات زردشت وكتب الأفستا وخلف زردشت على أمور الدين.